# Musée des Meilleurs Ouvriers de France

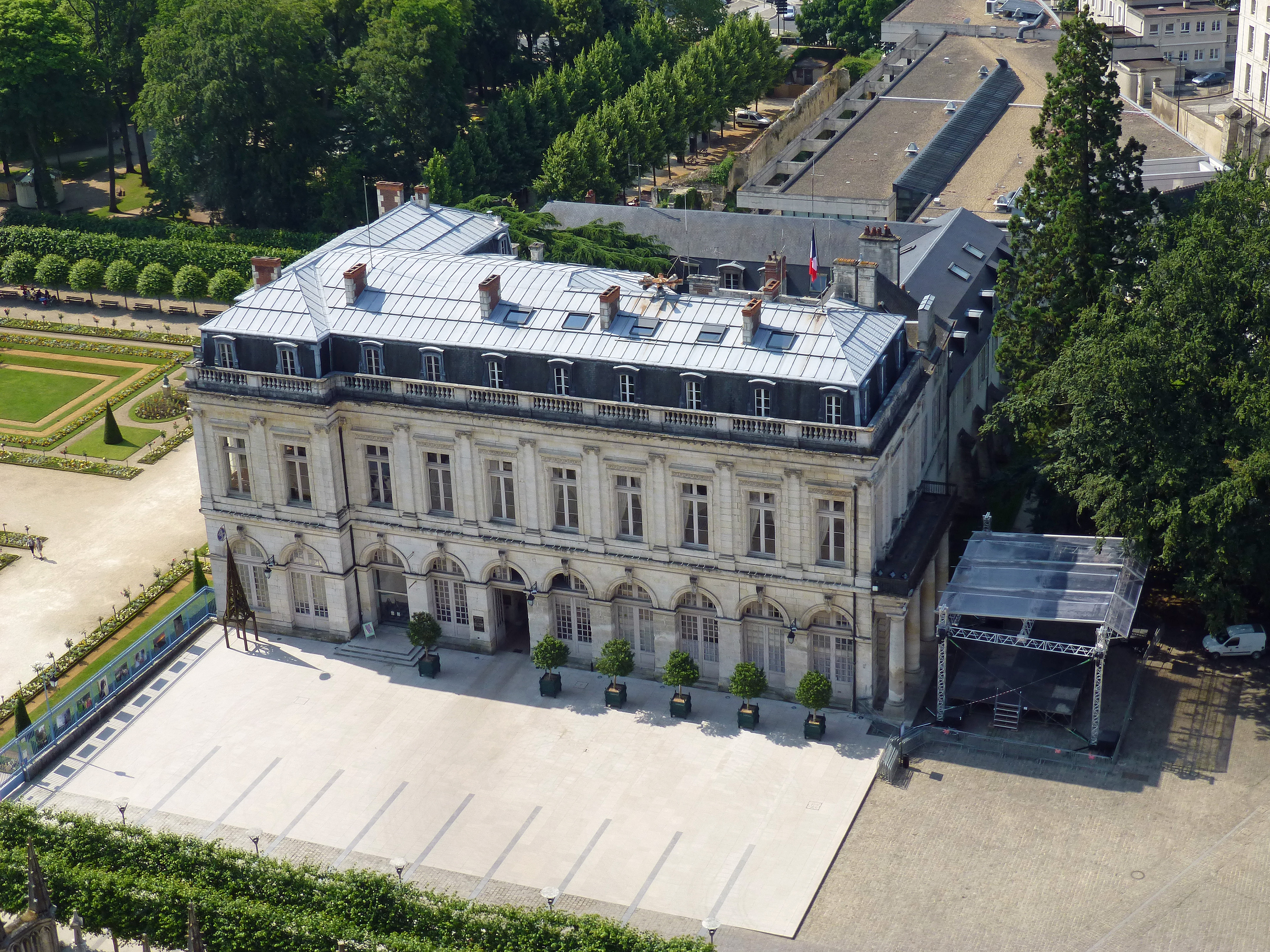
Das Museumsgebäude

Das Musée des Meilleurs Ouvriers de France (Museum der besten Handwerker Frankreichs) ist ein kunsthandwerkliches Museum in der Stadt Bourges im französischen Département Cher.
Das 1995 gegründete Museum zeigt Arbeiten aus über 200 Handwerks- und Industrieberufen. Untergebracht ist es im ehemaligen erzbischöflichen Palais nahe der Kathedrale Saint-Étienne. Auf zwei Ebenen mit 400 Quadratmetern Ausstellungsfläche präsentiert es Sammlungen preisgekrönter Werke sowie Erinnerungsstücke und Medaillen aus der Geschichte der Bewegung Meilleur Ouvrier de France von der Gründung 1924 bis heute.
Im großen Saal im Erdgeschoss wird jährlich eine Sonderausstellung mit Arbeiten der besten Handwerker Frankreichs gezeigt.